# Chevrolet Sprint
Der Chevrolet Sprint war ein vom amerikanischen Automobilhersteller Chevrolet von 1984 bis 1988 in Nordamerika vertriebener Kleinwagen. Der Name Sprint ist dabei eine Wiederverwendung des Namens des früheren GMC Sprint.

## Modellgeschichte
Beim Chevrolet Sprint, der ab Frühjahr 1984 in Nordamerika angeboten wurde, handelte es sich um einen nur leicht geänderten, in Japan hergestellten Suzuki Swift.
Der anfangs nur als Dreitürer, ab Ende 1985 auch als größerer Fünftürer erhältliche Sprint wurde von einem Einliter-Dreizylindermotor mit 49 PS (36 kW) angetrieben. Die auf besondere Sparsamkeit ausgelegte Modellvariante Sprint E/R war mit einem Normverbrauch von 4,3 Litern auf 100 Kilometer das sparsamste in Nordamerika angebotene Auto.
Für das Modelljahr 1988 erhielten die Varianten mit Saugmotor den Namen Chevrolet Sprint Metro. Ab Herbst 1988 wurde der Sprint durch den Geo Metro unter der neu geschaffenen Marke Geo ersetzt. In Kanada hieß der Wagen aber zunächst weiterhin Chevrolet Sprint. Dort wurde das Auto auch als Suzuki Forsa und Pontiac Firefly verkauft.

### Sprint Turbo
Turboaufgeladene Versionen des 1,0-Liter-Dreizylindermotors waren ab dem Modelljahr 1987 sowohl in den USA als auch in Kanada im Sprint Turbo  erhältlich. Die Farben waren auf Weiß und Rot beschränkt. Die Verkaufszahlen waren in den Vereinigten Staaten unbedeutend (etwa 1.550 verkaufte Fahrzeuge im Modelljahr 1988, weniger als drei Prozent der gesamten Sprint-Verkäufe), aber etwas stärker in Kanada. 

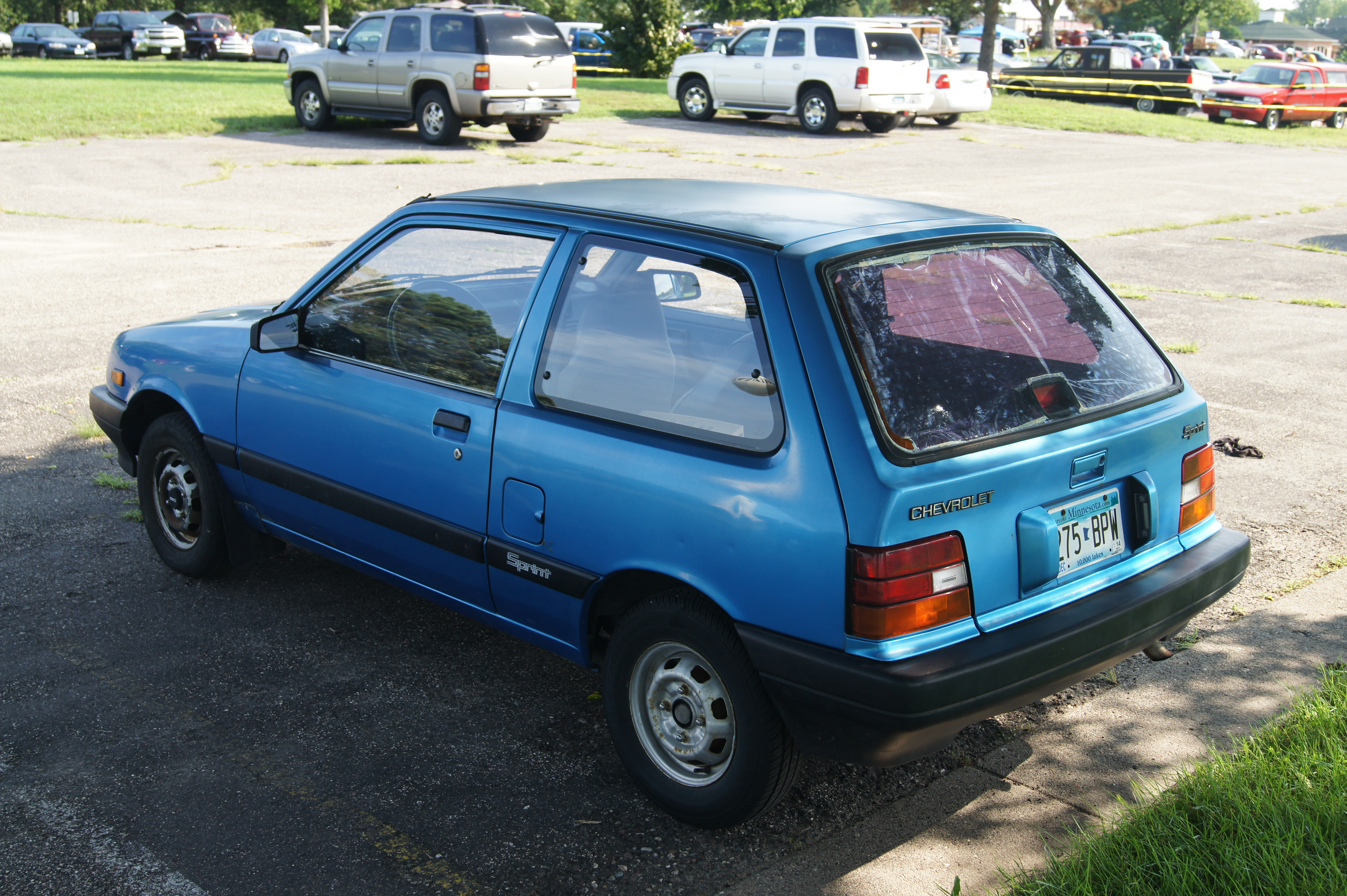
Heckansicht
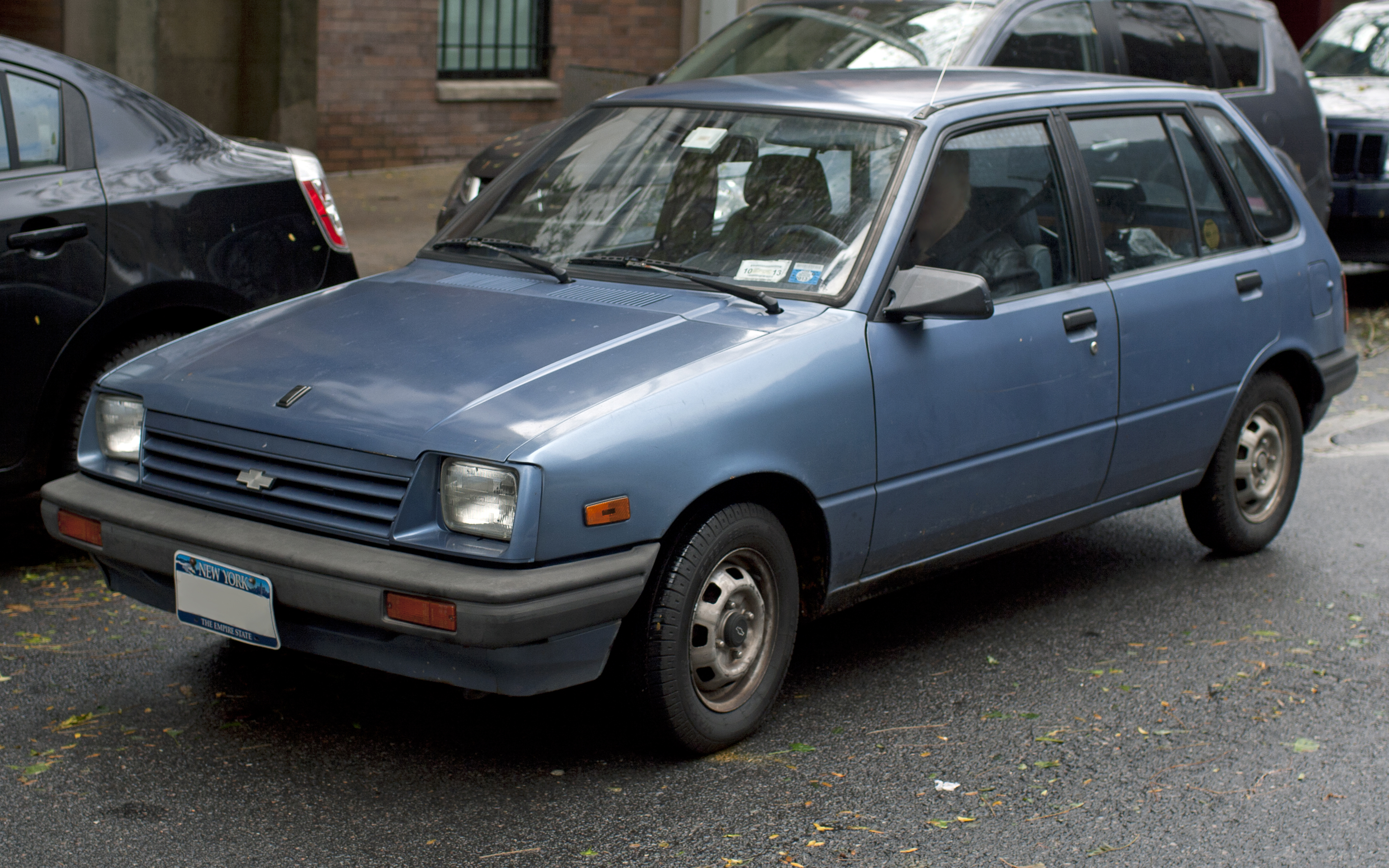
Fünftürer (1985–1988)
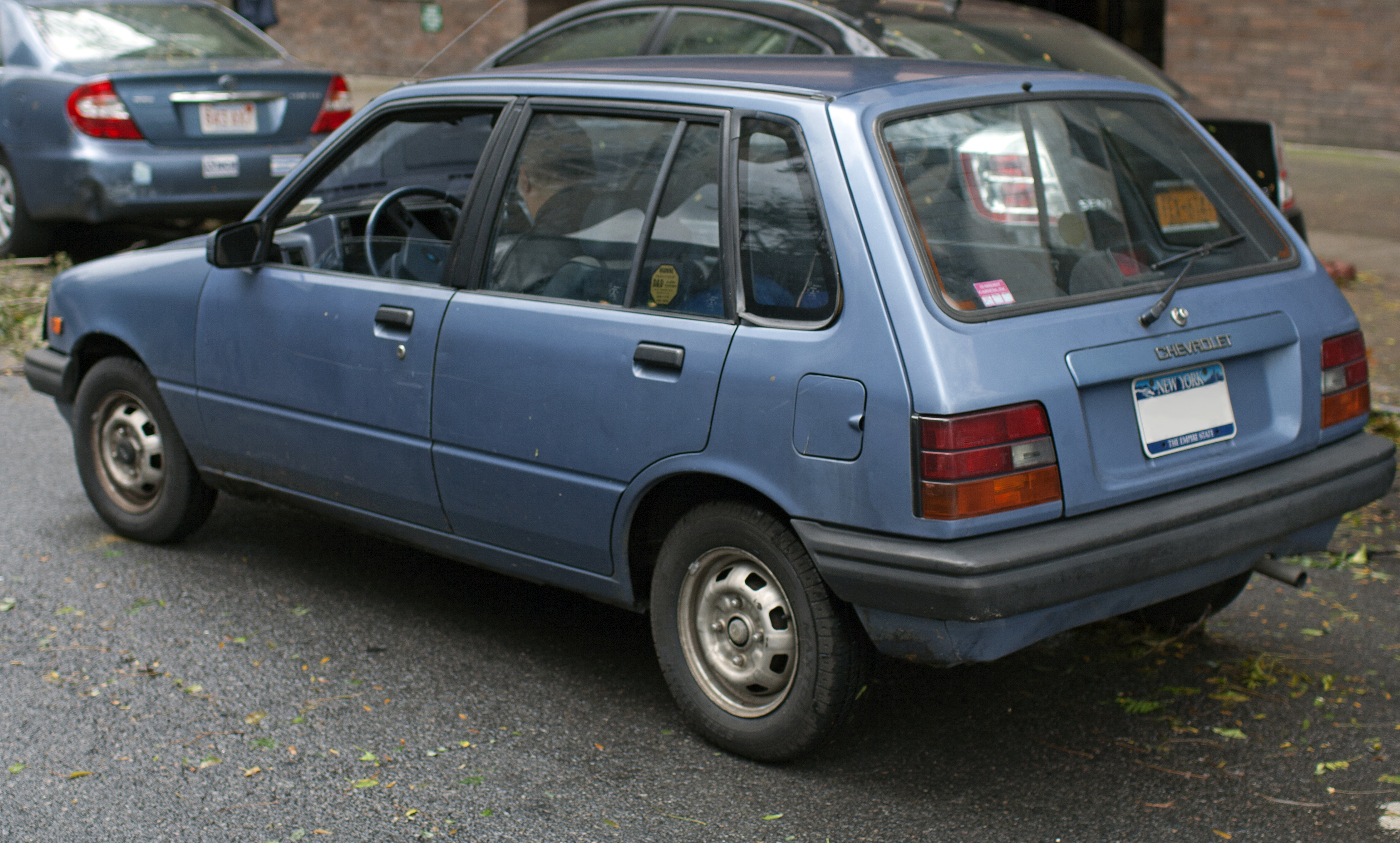
Heckansicht
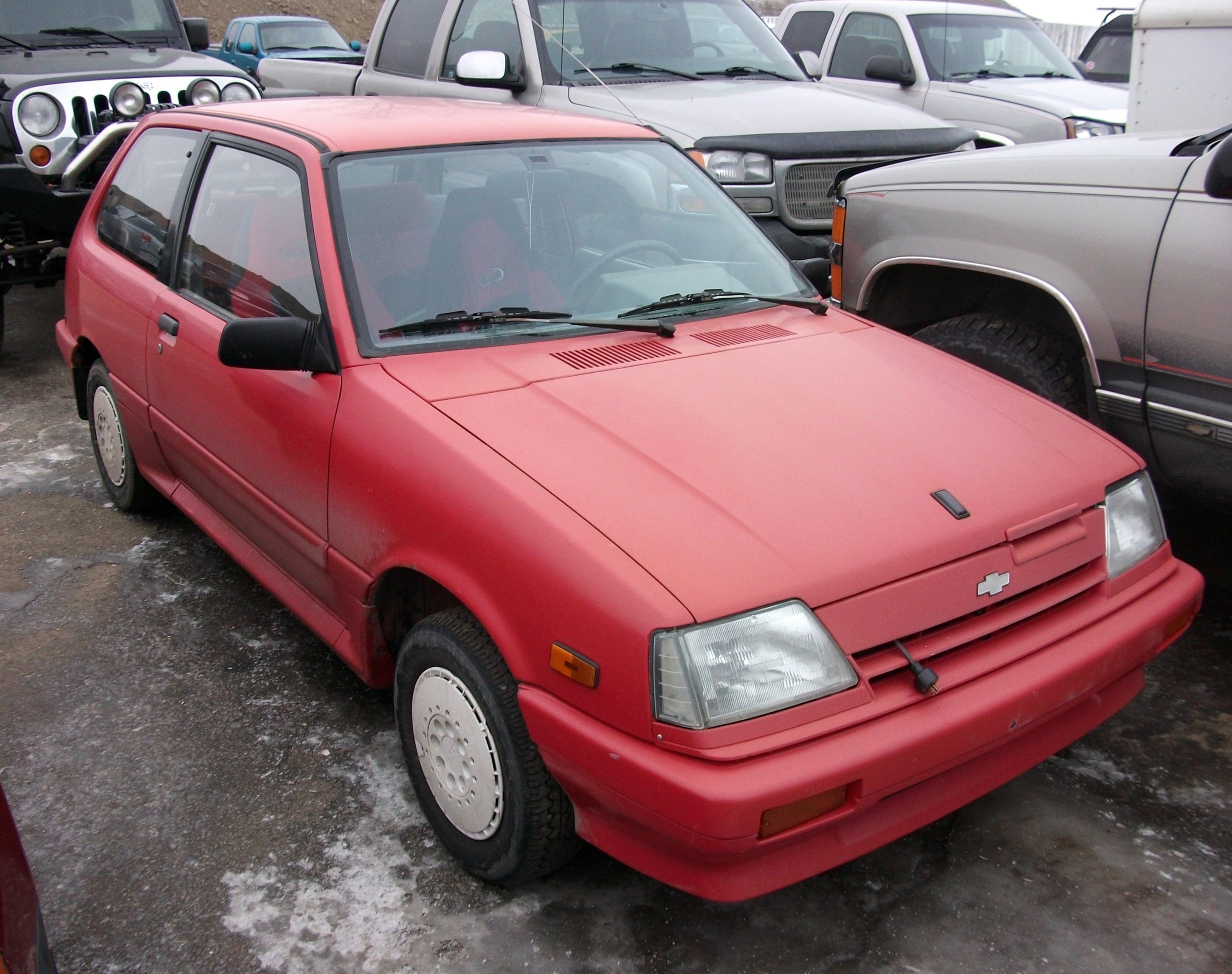
Chevrolet Sprint Turbo (1986–1988) in Rot
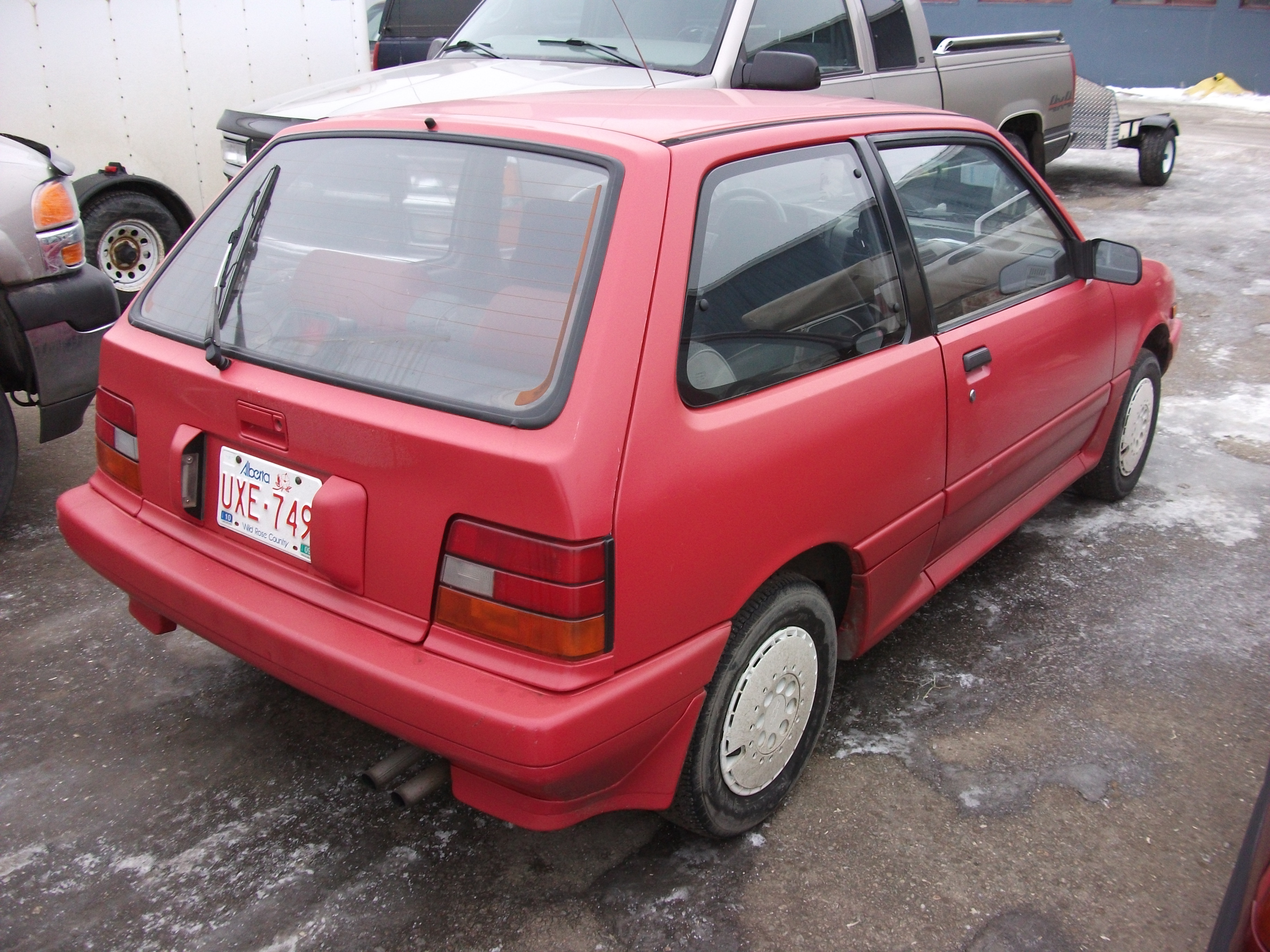
Heckansicht
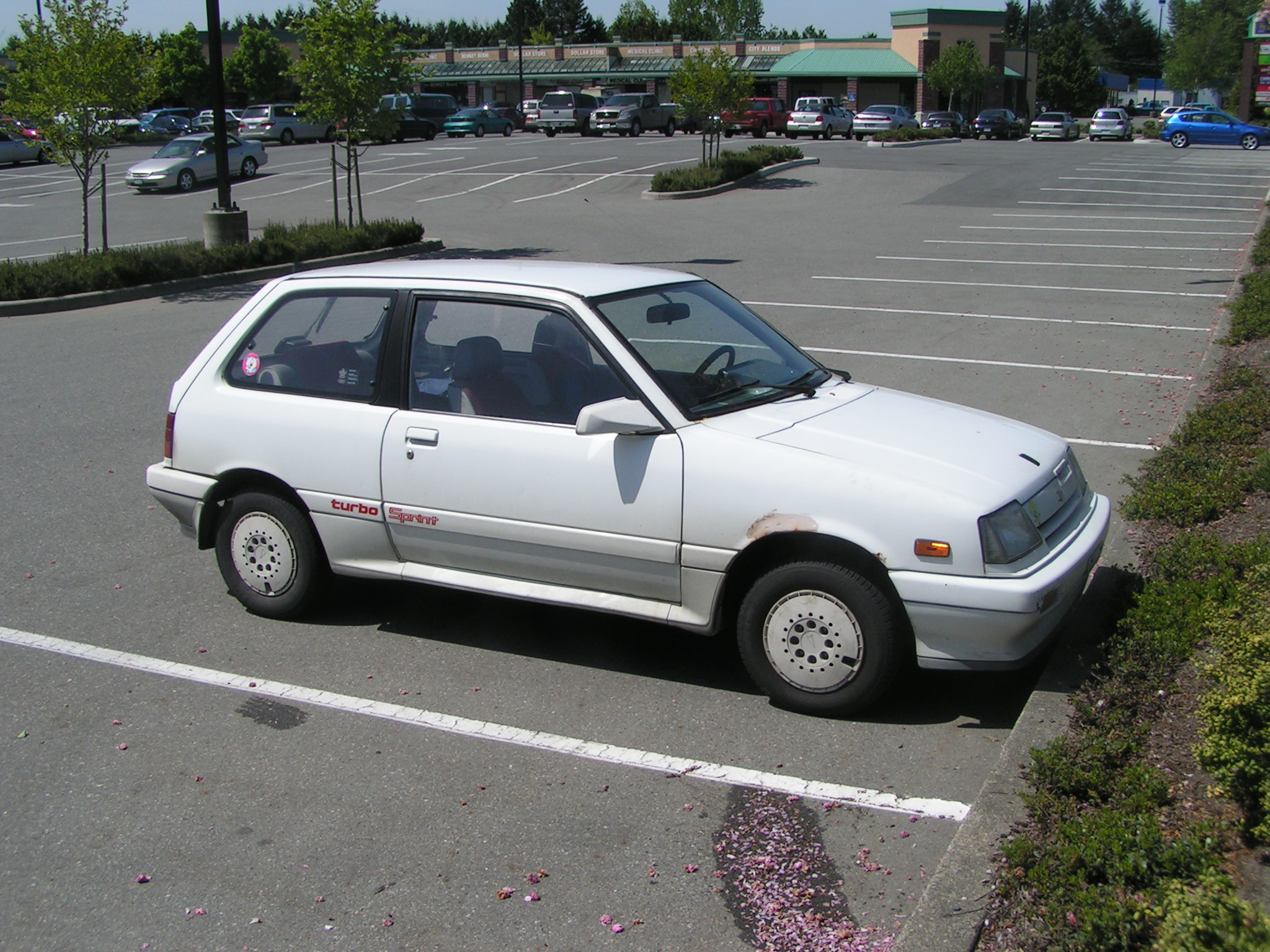
Chevrolet Sprint Turbo (1986–1988) in Weiß